# 오르모크만

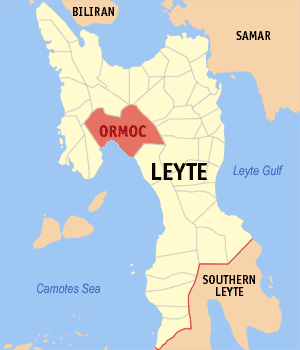
레이테섬에서 오르모크의 위치. 오르모크만은 남쪽

오르모크만(Ormoc bay)은 필리핀 중부 비사야 제도의 레이테 섬의 북서쪽에 있는 만이다. 세부섬 사이의 카모테스해에서 북쪽으로 파고든 강이다. 오르모크시는 만의 머리 부분에 있으며, 아닐라오강이 흐르고 있다. 이 항구에서 쌀 외에도 다른 농장에서 재배되는 코프라, 설탕 등을 실어 나른다.
제2차 세계 대전 동안 레이테섬은 미군과 일본군의 치열한 전투(레이테섬 전투)의 무대가 되었다. 일본군은 루손섬에서 레이테섬에 물자와 병력을 보충하기 다호작전을 여러 차례에 걸쳐 실시하여 다수의 함선과 수송함을 거점이 되고 있었던 오르모크만으로 이동시켰다. 미군은 1944년 11월 11일부터 12월 21일까지 함선이나 항공기를 동원하여 이들을 공격하여 막대한 피해를 입혔고, 많은 일본군 수송선을 오르모크만에 침몰시켰다. 이 전투가 오르모크만 해전이다.

## 같이 보기
- 카모테스해